# Caracol (Mato Grosso do Sul)
Caracol, amtlich Município de Caracol, ist eine Stadt im brasilianischen Bundesstaat Mato Grosso do Sul in der Mesoregion Süd-West in der Mikroregion Bodoquena.
Das Gebiet der Gemeinde grenzt an Paraguay. Eine geplante 120 Meter lange Brücke über den Rio Apa soll den Ort mit San Carlos auf paraguayischer Seite verbinden.